# Протесты в Башкортостане (1992—2024)
Республика Башкортостан с 1992 года является одним из наиболее протестных регионов Российской Федерации.

### Протесты в Башкортостане (2024)
Протесты вспыхнули на фоне обвинительного приговора башкирскому эко-активисту Фаилю Алсынову, выступающего с критикой Радия Хабирова. Поводом для разбирательства стала личная жалоба в прокуратуру Хабирова. Протесты состоялись 15 и 17 января в городе Баймак на юго-востоке Башкортостана с требованием освободить Фаиля Алсынова. Люди в толпе кричали «Позор!» и «Долой Хабирова!», забрасывали силовиков снежками — те в ответ распылили слезоточивый газ, пустили в ход дубинки и применили против протестующих светошумовые гранаты. По данным местных СМИ,  в отношении 27 участников акции возбудили административные дела о неповиновении полиции.

### Поддержка разработки Куштау и протесты против этого
После назначения Хабирова главой региона республика передала шихан Куштау под разработку Башкирской содовой компании. 3 августа 2020 года началась вырубка леса на шихане. В результате там собрались защитники шихана, недовольные вырубкой и разрушением национального наследия. Член Совета по правам человека при главе Башкортостана Эльза Маулимшина 6 августа рассказала, что полицейские задержали нескольких активистов. 15 августа к шихану пришли примерно 200 сотрудников частного охранного предприятия, между ними и экологическими активистами произошла стычка. Активисты утверждают, что сотрудники ЧОП применили против собравшихся газ из баллончиков. Были задержаны более 20 активистов. 16 августа 2020 года Радий Хабиров дал обещание не разрабатывать Куштау, пока не будет найдено компромиссное решение.
В июле 2021 года Радий Хабиров подписал указ о создании зон памятников природы республиканского значения, в перечень которых вошёл шихан Куштау. В 2022 году шихан Куштау вошёл в предварительный перечень Всемирного наследия ЮНЕСКО.

### Противостояние вокруг городища Уфа-II
В марте 2023 года на месте археологических раскопок городища Уфа II было начато строительство православного храма. Этот процесс вызывал возмущение у многих активистов в Республике Башкортостан и башкирской оппозиции за рубежом. Возмущение вызывал и тот факт, что строительство мечети Ар-Рахим продолжается с 2007 года и до сих пор не закончено. В 2015 году на этом месте было запланировано строительство музея археологии имени Нияза Мажитова, который в том числе занимался и раскопками этого городища. Однако строительство не состоялось.